# La République (RDC)
Pour les articles homonymes, voir La République.
La République est un journal quotidien généraliste de la République démocratique du Congo en français, édité à Kinshasa.

## Annexe
- Presse écrite de la République démocratique du Congo